# 渡辺昌 (宮内少輔)
渡辺 昌（わたなべ まさ）は、戦国時代から安土桃山時代にかけての武将。室町幕府末期の幕臣、後に豊臣氏の家臣。山城国一乗寺城主。諱は登とも。豊臣秀頼の槍術師範を務めた渡辺糺の父。

## 略歴
山城国愛宕郡田中村の住人、渡辺告の次男として誕生する。『寛政重修諸家譜』によると、父の告は松永久秀の家臣であったという。
永禄11年（1568年）、足利義昭が上洛を果たすと昌はその家臣となるが、元亀元年（1570年）頃からは明智光秀に属した。谷口克広によると、義昭が昌ら北山城に拠点を置く奉公衆を坂本城主となった光秀に与力として付けたものとしている。
元亀3年（1572年）11月16日、同じく光秀の与力となった磯谷久次の嫡男、千世寿（彦四郎）の元服を祝う祝宴が開かれた際、昌は兄の重とともに祝宴に列席している。
天正元年（1573年）2月、義昭が挙兵に及ぶと昌は久次や山本対馬守とともに義昭に与した。その後、山岡光浄院（山岡景友）の指揮下に入り、石山城や今堅田城に兵を入れるが、織田信長が派遣した柴田勝家や光秀の攻撃を受けて降伏し、赦免された（石山城・今堅田城の戦い）。
同年7月、義昭が再び挙兵すると昌は久次とともに一乗寺城に立て籠もるが、7月23日、稲葉良通の調停に応じて退城した。
その後、詳しい経緯や時期などは不明だが、豊臣秀吉に仕えて馬廻となった。